# Championnats d'Asie de cyclisme sur piste 2025
Navigation
Championnats d'Asie 2024 Championnats d'Asie 2026
Les Championnats d'Asie de cyclisme sur piste 2025 ont lieu du 21 au 27 février 2025 au Velodrom Nasional Malaysia, à Nilai, en Malaisie, comme précédemment en 2018 et 2023. 
En même temps que les 44e championnats d'Asie sur piste élites, ont lieu les 31e championnats d'Asie sur piste juniors (moins de 19 ans) et les 13e championnats d'Asie sur piste paracyclistes.

## Résultats des championnats

### Épreuves masculines
| Épreuves               | Or                                                                             | Argent                                                                 | Bronze                                                                                   |
| ---------------------- | ------------------------------------------------------------------------------ | ---------------------------------------------------------------------- | ---------------------------------------------------------------------------------------- |
| Kilomètre              | Ryuto Ichida                                                                   | Liu Qi                                                                 | Kirill Kurdidi                                                                           |
| Keirin                 | Shinji Nakano                                                                  | Muhammad Shah Firdaus Sahrom                                           | Kaiya Ota                                                                                |
| Vitesse individuelle   | Kaiya Ota                                                                      | Shinji Nakano                                                          | Muhammad Shah Firdaus Sahrom                                                             |
| Vitesse par équipes    | Japon- Yoshitaku Nagasako - Kaiya Ota - Shinji Nakano                          | Chine- Haoju Tang - Feng Yusheng - Liu Qi - Zou Tianlong (q)           | Malaisie- Mohd Akmal Nazimi Jusena - Muhammad Ridwan Sahrom - Muhammad Fadhil Mohd Zonis |
| Poursuite individuelle | Kazushige Kuboki                                                               | Mohammad Al Mutaiwei                                                   | Min Kyeong-ho                                                                            |
| Poursuite par équipes  | Corée du Sud- Hong Seung-min - Kim Hyeon-seok - Park Sang-hoon - Min Kyeong-ho | Japon- Naoki Kojima - Shoi Matsuda - Eiya Hashimoto - Kazushige Kuboki | Kazakhstan- Ilya Karabutov - Dmitriy Noskov - Maxim Khoroshavin - Alisher Zhumakan       |
| Course aux points      | Tetsuo Yamamoto                                                                | Alisher Zhumakan                                                       | Mow Ching-yin                                                                            |
| Scratch                | Dmitriy Bocharov                                                               | Kazushige Kuboki                                                       | Terry Yudha Kusuma                                                                       |
| Américaine             | Japon- Eiya Hashimoto - Kazushige Kuboki                                       | Corée du Sud- Kim Eu-ro - Park Sang-hoon                               | Indonésie- Terry Yudha Kusuma - Bernard Van Aert                                         |
| Omnium                 | Naoki Kojima                                                                   | Bernard Van Aert                                                       | Li Jing-feng                                                                             |
| Élimination            | Eiya Hashimoto                                                                 | Park Sang-hoon                                                         | Bernard Van Aert                                                                         |

### Épreuves féminines
| Épreuves               | Or                                                                 | Argent                                                                             | Bronze                                                                |
| ---------------------- | ------------------------------------------------------------------ | ---------------------------------------------------------------------------------- | --------------------------------------------------------------------- |
| Kilomètre              | Nurul Izzah Izzati Mohd Asri                                       | Luo Shuyan                                                                         | Hwang Hyeon-seo                                                       |
| Keirin                 | Nurul Izzah Izzati Mohd Asri                                       | Kim Ha-eun                                                                         | Guo Yufang                                                            |
| Vitesse individuelle   | Mina Sato                                                          | Guo Yufang                                                                         | Nurul Izzah Izzati Mohd Asri                                          |
| Vitesse par équipes    | Chine- Bao Shanju - Guo Yufang - Luo Shuyan                        | Malaisie- Anis Amira Rosidi - Nurul Izzah Izzati Mohd Asri - Nur Alyssa Mohd Farid | Japon- Aki Sakai - Mina Sato - Haruka Nakazawa                        |
| Poursuite individuelle | Maho Kakita                                                        | Shin Ji-eun                                                                        | Zhen Yi Yeong                                                         |
| Poursuite par équipes  | Japon- Mizuki Ikeda - Yumi Kajihara - Tsuyaka Uchino - Maho Kakita | Corée du Sud- Shin Ji-eun - Kim Min-jeong - Jang Su-ji - Song Min-ji               | Hong Kong- Sze-wing Lee - Leung Wing Yee - Leung Bo Yee - Yang Qianyu |
| Course aux points      | Maho Kakita                                                        | Nur Aisyah Mohamad Zubir                                                           | Nafosat Kozieva                                                       |
| Scratch                | Sze-wing Lee                                                       | Nur Aisyah Mohamad Zubir                                                           | Ayana Mizutani                                                        |
| Américaine             | Japon- Yumi Kajihara - Tsuyaka Uchino                              | Hong Kong- Sze-wing Lee - Leung Wing Yee                                           | Ouzbékistan- Nafosat Kozieva - Asal Rizaeva                           |
| Omnium                 | Mizuki Ikeda                                                       | Sze-wing Lee                                                                       | Nafosat Kozieva                                                       |
| Élimination            | Tsuyaka Uchino                                                     | Sze-wing Lee                                                                       | Jang Su-ji                                                            |

## Tableau des médailles
| Rang  | Nation              | Or | Argent | Bronze | Total |
| ----- | ------------------- | -- | ------ | ------ | ----- |
| 1     | Japon               | 16 | 3      | 3      | 22    |
| 2     | Malaisie            | 2  | 4      | 4      | 10    |
| 3     | Corée du Sud        | 1  | 5      | 3      | 9     |
| 4     | Chine               | 1  | 4      | 1      | 6     |
| 5     | Hong Kong           | 1  | 3      | 2      | 6     |
| 6     | Ouzbékistan         | 1  | 0      | 3      | 4     |
| 7     | Kazakhstan          | 0  | 1      | 2      | 3     |
| 8     | Indonésie           | 0  | 1      | 3      | 4     |
| 9     | Émirats arabes unis | 0  | 1      | 0      | 1     |
| 10    | Taipei chinois      | 0  | 0      | 1      | 1     |
| Total | Total               | 22 | 22     | 22     | 66    |